# Det svarta guldet

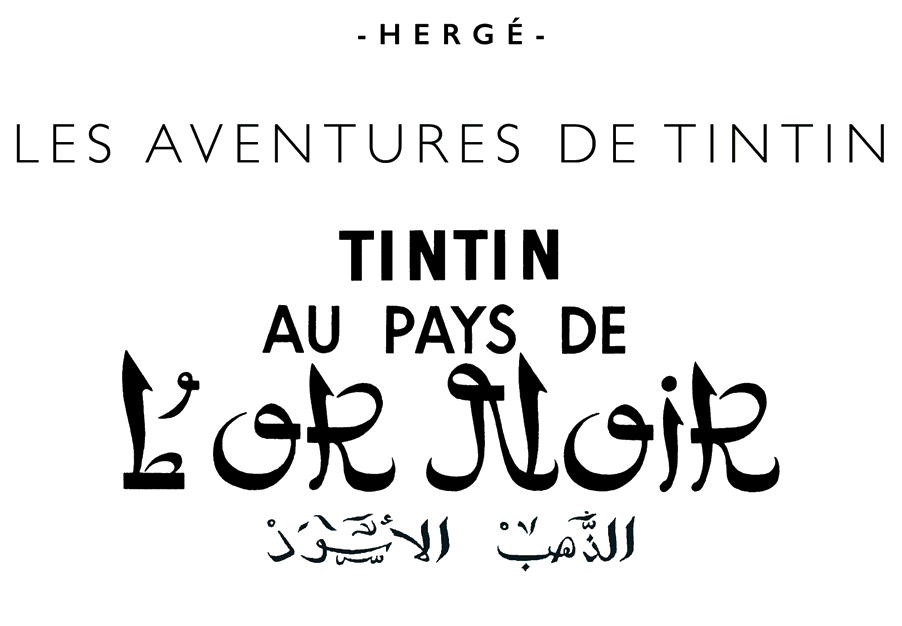

Det svarta guldet, fransk originaltitel: Tintin au pays de l'or noir, från 1950 är det femtonde i en serie klassiska seriealbum, skrivna och illustrerade av den belgiske serietecknaren Hergé, vars huvudperson är den unge reportern Tintin.
Seriealbumet påbörjades som svart-vit följetong i Le Petit Vingtième 28 september 1939 men avbröts 9 maj 1940 då utgivningen av huvudtidningen Le XXème Siècle upphörde. Äventyret återkom i färg med små tillägg den 28 oktober 1948 som följetong i veckotidningen Tintin, och avslutades den 23 februari 1950. Efter att Hergé hade ritat om Den svarta ön för publicering i Storbritannien, föreslog hans brittiska förlag vid den tiden, Methuen, att förändringar skulle göras i Tintin au pays de l'or noir innan seriealbumet släpptes på den brittiska marknaden. I enlighet med det önskemålet skrevs och tecknades mycket av innehållet om från sidan 6 till sidan 20, och den versionen publicerades 1971., och det var i den versionen som Det svarta guldet 1971 kom ut på svenska för första gången.

## Synopsis
Dupondtarnas nytankade bil exploderar, liksom cigarettändaren som är påfylld vid samma bensinmack. För Tintin framför de teorin att bärgningsfirman Simoun manipulerat bensinen för att vinna kunder som behöver bärgningshjälp. Tintin är inte övertygad. Han intervjuar direktören för oljebolaget Speedol, som berättar att undersökningar görs för att bekräfta eventuellt sabotage.
Vid sin nattliga spaning i hamnen där oljetankern Speedol Star ligger, uppsnappar Tintin ett samtal mellan två skumraskfigurer och bestämmer sig för att följa ledtråden. Han mönstrar på som radiotelegrafist på Speedol Star, som inom kort ska gå mot Khemed. Dupondtarna får i uppdrag att följa med på resan. 
I Khemed genomsöks fartyget av hamnpolisen. Hos Dupondtarna hittas kokain och i Tintins hytt hittas hemliga dokument. De tre förs till polisstationen, men Tintin rycks  ur vaktstyrkans händer av anhängare till Schejk Bab El Ehr, som misstar honom för en vapensmugglare i schejkens tjänst. Tintin förs till Bab El Ehrs läger, där förväxlingen uppdagas. Tintin tvingas med på en ökenmarsch mot en ny lägerplats, men han kollapsar av uttorkning och lämnas att dö. Han återhämtar sig och stapplar vidare genom öknen tills han når en oas invid en oljeledning där det finns vatten och dadelpalmer. Tintin och Milou gör läger för natten.
Dupondtarna släpps ur häktet när det klargörs att de är poliser. Lockade av en prissumma på 2 000 pund för Bab El Ehrs infångande beger de sig ut i öknen i en jeep, fast beslutna att spåra upp honom. Deras oförmåga att skilja hägringar från verkligheten leder till flera vådliga episoder, liksom vanskligheten i att navigera genom öknen. Snart är en sandstorm över dem.
Tintin anar fuffens när en samling ryttare dyker upp vid oasen i nattmörkret. En explosion får stora lågor att slå upp från oljeledningen och ryttarna sätter av i sporrsträck. Tintin är dem i hälarna på en häst han tillskansat sig från en eftersläntrare. Det visar sig att gruppens ledare är en gammal bekant, en viss doktor Müller, som nu går under namnet Smith. Müller slår Tintin medvetslös och lämnar honom. Sandstormen drar in från horisonten när Tintin och Milou så småningom vandrar vidare.
Av en lycklig slump möts Dupondtarna och Tintin mitt i stormen. När vinden lagt sig och jeepen närmar sig en stad har alla tre somnat så de kraschar in i en moské. Dupondtarna kastas i fängelse, men Tintin undgår upptäckt. Han söker upp Emir Muhammed Ben Kalish Ezab för att vädja om detektivernas benådning. Emiren vill höra hela historien och berättar i sin tur att han erbjudits kontrakt med Skoil Petroleum, som Müller arbetar för, men avböjt. Emirens son Abdallah tycks plötsligt spårlöst försvunnen, och när ett kravbrev levereras till residenset står det klart att han kidnappats. Villkoret för hans frigivning är att emiren förvisar de nuvarande utvinningsbolagen från oljefälten. Tintin anar att Müller ligger bakom, trots att brevet undertecknats Bab El Ehr. 
Tintin ger sig ut för att leta efter Abdallah. Under sina undersökningar stöter han på en gammal vän, Oliveira da Figueira. Han berättar att Müller bor i en fästning på en höjd i stadens utkant, och att han kan hjälpa Tintin komma in i den eftersom han brukar leverera varor dit. Förklädd i mörk peruk uppträder Tintin som Oliveira da Figueiras brorson och följer med för att befria Abdallah. När han finner honom är Abdallah ovillig att följa med, och smiter ifrån Tintin. Nu dyker kapten Haddock upp och hjälper Tintin att återförena Abdallah med hans far. Kaptenen gör flera försök att redogöra för hur det kommer sig att han är där, men blir ständigt avbruten av händelseutvecklingen.

## Bakgrund
1939 blev Hergé inkallad, men hade ändå tid att rita två sidor varje vecka och skicka in dessa till Petit Vingtième. Detta fungerade fram till den 8 maj 1940 när tyskarna invaderade Bryssel och historien hunnit fram till sida 27 där Tintin ligger medvetslös i öknen. Hergé flydde till Frankrike och tyskarna stängde tidningen. Av den ursprungliga berättelsen återstår sidorna 1-6 och 19-27. I denna version kidnappas Tintin av Irgun innan han kidnappas av Shejk Bab El Ehrs grupp som får antas vara en arabisk motsvarighet. 
1948 bestämde sig Hergé för att avsluta berättelsen. I denna andra version utspelas handlingen i Brittiska Palestinamandatet där judiska motståndsgrupper kämpade mot de brittiska trupperna. Men under kriget hade det tillkommit två fasta figurer i persongalleriet i Tintin; kapten Haddock och Professor Kalkyl. Därför dyker Haddock upp utan förklaring på sida 54 och Tintin får ett brev från Kalkyl på sida 61. Denna version gavs ut som onumrerat specialalbum i Sverige av Carlsen Comics 2009.
Inför en brittisk utgåva ritade Hergé och hans assistent Bob de Moor en tredje version 1969. I denna utgåva togs alla referenser till Palestina bort, och sidorna 7-18 tecknades helt om. Det är denna version som gavs ut i Sverige 1971 som nr 6 i serien.

## Övrigt
- Den arabiska texten på framsidan ("الذهب الأسود") är titeln på arabiska.
- Detta album är det mest sålda i Sverige.[källa behövs]